# Cucal-real
O cucal-real (Centropus sinensis), é uma ordem de aves cuco, da família dos Cuculiformes. Um residente do subcontinente indiano e no sudeste da Ásia, é dividido em várias subespécies, algumas sendo tratadas como espécies.

## Descrição

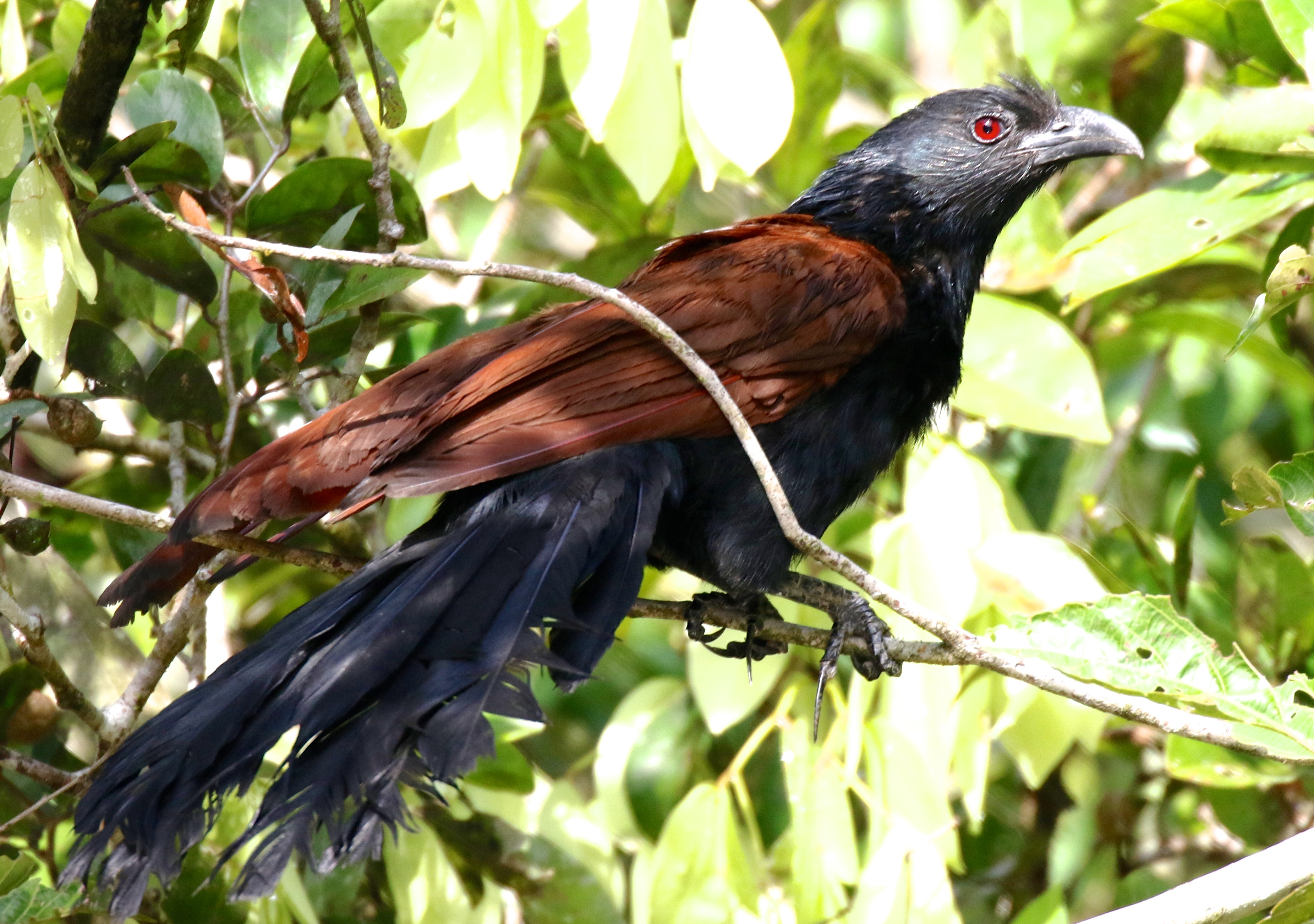
Sukau Rainforest Lodge, Rio Kinabatangen - Sabah, Bornéu - Malásia

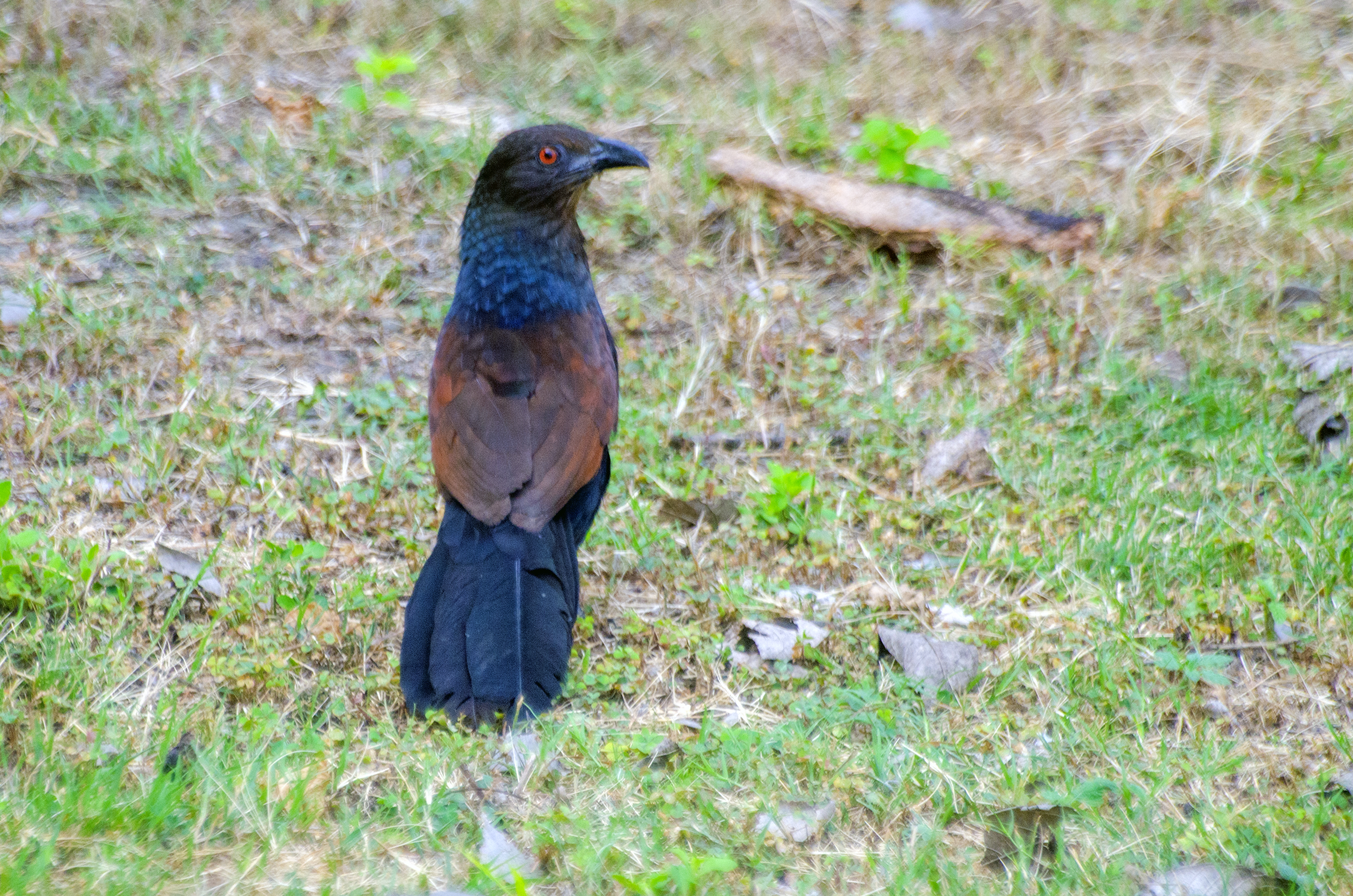
Grande Coucal, Salt Lake Canal Side, Calcutá

Esta é uma grande espécie de ave chega a medir cerca de 48 cm. A cabeça é preta, o manto superior e inferior são pretos com brilho roxo. O dorso e as asas são castanhos. Não há penas pálidas nas coberturas. Os olhos são vermelho rubi. Os juvenis são pretos mais opacos com manchas na coroa e há barras esbranquiçadas na parte inferior e na cauda. Existem várias espécies geográficas e algumas dessas populações às vezes são tratadas como espécies completas. Os tratamentos anteriores incluíam o coucal marrom (C. (s.) andamanensis) sob este nome. Rasmussen & Anderton (2005) sugerem que a espécie parroti pode ser uma espécie completa – o coucal do sul que é encontrado na Índia peninsular (limite norte pouco claro). A especie de intermedius da região de Assam e Bangladesh é menor do que a atual nominal encontrada na zona sub-Himalaia. As canções das espécies variam consideravelmente. O parroti do sul da Índia tem a cabeça preta e as partes inferiores azul brilhante e tem a testa, rosto e garganta mais acastanhados. Os sexos são semelhantes em plumagem, mas as fêmeas são maiores do que os machos.
Espécies de leucísticos foram observados.

### Subespécies e distribuição
A raça indicada é encontrada desde o Vale do Indo através das planícies sub-Himalaias e Gangéticas até o Nepal, Assam e o sopé do Butão até o sul da China (Guangxi, Zhejiang, Fujian).
- Raça parroti Stresemann, 1913 é encontrada na Índia peninsular (Maharashtra, Madhya Pradesh, Orissa e sul). A parte superior das costas é preta e o juvenil tem asas não barradas.[8]
- A raça intermedius Hume, 1873, é menor em tamanho e encontrada em Bangladesh, oeste de Cachar e em Mianmar e nas colinas de Chin na China (Yunnan, Hainan), Tailândia, Indochina e parte norte da Península Malaia.[8]
- A raça bubutus Horsfield, 1821 é encontrada na parte sul da Península Malaia nas ilhas de Sumatra, Nias, Ilhas Mentawai, Java, Bali, Bornéu, oeste das Filipinas (Balabac, Cagayan Sulu e Palawan). A asa é mais pálida ruiva nesta raça.[8]
- A raça anonymus Stresemann, 1913 é encontrada no sudoeste das Filipinas (Basilan, Ilhas Sulu) e é mais curta e alada mais escura que o bubutus .[8]
- A raça kangeangensis Vorderman, 1893 é encontrada nas Ilhas Kangean . Este tem fases de plumagem pálidas e escuras.[8]

## Outras fontes
- Bhujle, BV; Nadkarni, VB (1977) Sítios celulares de síntese de esteróides no testículo de Crow Pheasant Centropus sinensis (Stephens). Pavo 14(1&2), 61–64.
- Bhujle, BV; Nadkarni, VB (1980) Observações histológicas e histoquímicas na glândula adrenal de quatro espécies de aves, Dicrurus macrocercus (Viellot), Centropus sinensis (Stephens), Sturnus pagodarum (Gmelin) e Columba livia (Gmelin). Zool. Beitrage 26(2):287–295.
- Khajuria, H (1975) O Crow-pheasant, Centropus sinensis (Stevens) (Aves: Cuculidae) de Madhya Pradesh central e oriental. All-India Congr. Zool. 3:42.
- Khajuria, H (1984) O Crow-pheasant, Centropus sinensis (Stephens) (Aves: Cuculidae) de Madhya Pradesh central e oriental. Gravando. ZSI 81(1–2):89–93.
- Natarajan, V (1990) A ecologia do Southern Crow-pheasant Centropus sinensis parroti Stresemann (Aves: Cuculidae) em Point Calimere, Tamil Nadu. Ph.D. Dissertação, Universidade de Bombaim, Bombaim.